# Duncan Free
Duncan Seth Free (født 25. maj 1973 i Hobart) er en australsk tidligere roer og olympisk guldvinder.
Free, der stammer fra en rosportsfamilie, hvor også hans far, Reg, og bror, Marcus, roede på eliteplan, begyndte sin karriere i dobbeltfireren, og han var sammen med ved VM i 1994 og 1995, hvor bedste placering var en fjerdeplads i 1994.
Han var første gang med til OL i 1996 i Atlanta, hvor han sammen med Janusz Hooker, Ron Snook og Bo Hanson udgjorde besætningen i den australske dobbeltfirer. De fire roere vandt først deres indledende heat, hvorpå de blev nummer to i semifinalen, og i finalen blev det til en bronzemedalje efter de sejrende tyskere og den amerikanske båd på andenpladsen.
Efter OL 1996 skiftede Duncan Free til dobbeltsculler, hvor han roede sammen med sin bror, Marcus. De roede denne båd ved VM i 1997 og 1998, og det blev til en bronzemedalje i 1997. I 1999 var han tilbage i dobbeltfireren, som blev nummer tre ved VM det år; bortset fra Free var besætningen ny i forhold til OL 1996.
Bronzebesætningen fra VM 1999 stillede også op til OL 2000 i Sydney, hvor australierne først vandt deres indledende heat, hvorpå de blev toere i semifinalen. I finalen blev det til en fjerdeplads, næsten to sekunder efter tyskerne på bronzepladsen.
Efter OL 2000 forsøgte Free sig nogle sæsoner i singlesculler, hvor han i VM-sammenhæng var god nok til at komme i A-finalerne, men hvor han i to forsøg ikke kom på medaljepodiet. Til OL-sæsonen 2004 vendte han endnu en gang tilbage til dobbeltfireren, hvor han var eneste genganger fra seneste OL. Ved legene i Athen måtte den australske båd efter en tredjeplads i indledende heat og en fjerdeplads i semifinalen nøjes med en plads i B-finalen, som de vandt. Dermed blev det til en samlet syvendeplads i disciplinen.
Efter OL i 2004 skiftede Free til toer uden styrmand og en plads i båden sammen med Drew Ginn, og her oplevede Free sine største successer. Parret vandt guld ved VM i 2006 og 2007 og var derfor blandt favoritterne ved OL 2008 i Beijing. Ginn og Free vandt da også både deres indledende heat og semifinaleheatet. I finalen var de over to sekunder hurtigere end canadierne David Calder og Scott Frandsen, der igen var over fire sekunder foran newzealænderne Nathan Twaddle og George Bridgewater.
Efter en enkelt sæson mere i singlesculler uden større succes indstillede Free sin karriere.

## OL-medaljer
- 2008:  Guld i toer uden styrmand
- 1996:  Bronze i dobbeltfirer